# Mr. Jones (Tom Jones)
| Recensione | Giudizio |
| ---------- | -------- |
| AllMusic   |          |

Mr. Jones è il trentacinquesimo album in studio del cantante gallese Tom Jones, pubblicato nel 2002.

## Tracce
1. Tom Jones International – 3:19 (Jerry Duplessis, Wyclef Jean, Tom Jones)
2. Younger Days – 5:23 (Jerry Duplessis, Wyclef Jean, Tom Jones)
3. Holiday – 3:29 (Jerry Duplessis, Wyclef Jean, Tom Jones)
4. Whatever It Takes – 3:59 (Jerry Duplessis, Wyclef Jean, Tom Jones)
5. Heavens Been a Long Time Comin' – 3:26 (Jerry Duplessis, Wyclef Jean, Mark T. Jordan, Jim Sells, Ann Stokes)
6. Black Betty – 3:10 (Huddie Ledbetter)
7. Jezebel – 3:58 (Jerry Duplessis, Wyclef Jean, Tom Jones)
8. The Letter (feat. Allure) – 3:48 (Jerry Duplessis, Wyclef Jean, Tom Jones)
9. This Is My Life – 3:30 (Solomon Burke, Jerry Duplessis, Wyclef Jean)
10. We've Got Tonight – 3:35 (Bob Seger)
11. Feel the Rain – 3:23 (Jerry Duplessis, Wyclef Jean, Tom Jones)
12. I (Who Have Nothing) – 3:41 (Carlo Donida, Jerry Leiber, Mike Stoller)